# Bathyphylax omen
Bathyphylax omen är en fiskart som beskrevs av Tyler 1966. Bathyphylax omen ingår i släktet Bathyphylax och familjen Triacanthodidae. Inga underarter finns listade.